# Reyer Venezia 1976-1977
Questa voce raccoglie le informazioni riguardanti la Reyer Venezia nelle competizioni ufficiali della stagione 1976-1977.

## Stagione
La Canon Reyer Venezia disputa il campionato di Serie A di pallacanestro maschile 1976-77 terminando al 7 posto (su 12 squadre) e restando fuori dalla poule scudetto per 2 punti. Nella stessa stagione arrivò fino ai quarti di finale della Coppa Korac. Questo è l'ultimo campionato giocato dalla Reyer nel Palazzetto della Scuola nuova di Santa Maria della Misericordia

## Roster
- Lorenzo Carraro
- Giulio Dordei
- Giovanni Grattoni
- Franco Natali
- Elvio Pierich
- Stefano Gorghetto
- Amedeo Rigo
- Guido Barbazza
- Piero Ceron
- Ezio Tavasani
- Gianni Puiatti
- Dave Suttle[1]
- Peter La Corte
- Allenatore:  Tonino Zorzi[2]
- Vice allenatore:  Waldi Medeot